# Astaenoplia miserabilis
Astaenoplia miserabilis is een keversoort uit de familie bladsprietkevers (Scarabaeidae). De wetenschappelijke naam van de soort is voor het eerst geldig gepubliceerd in 1957 door Martinez.